# Juli

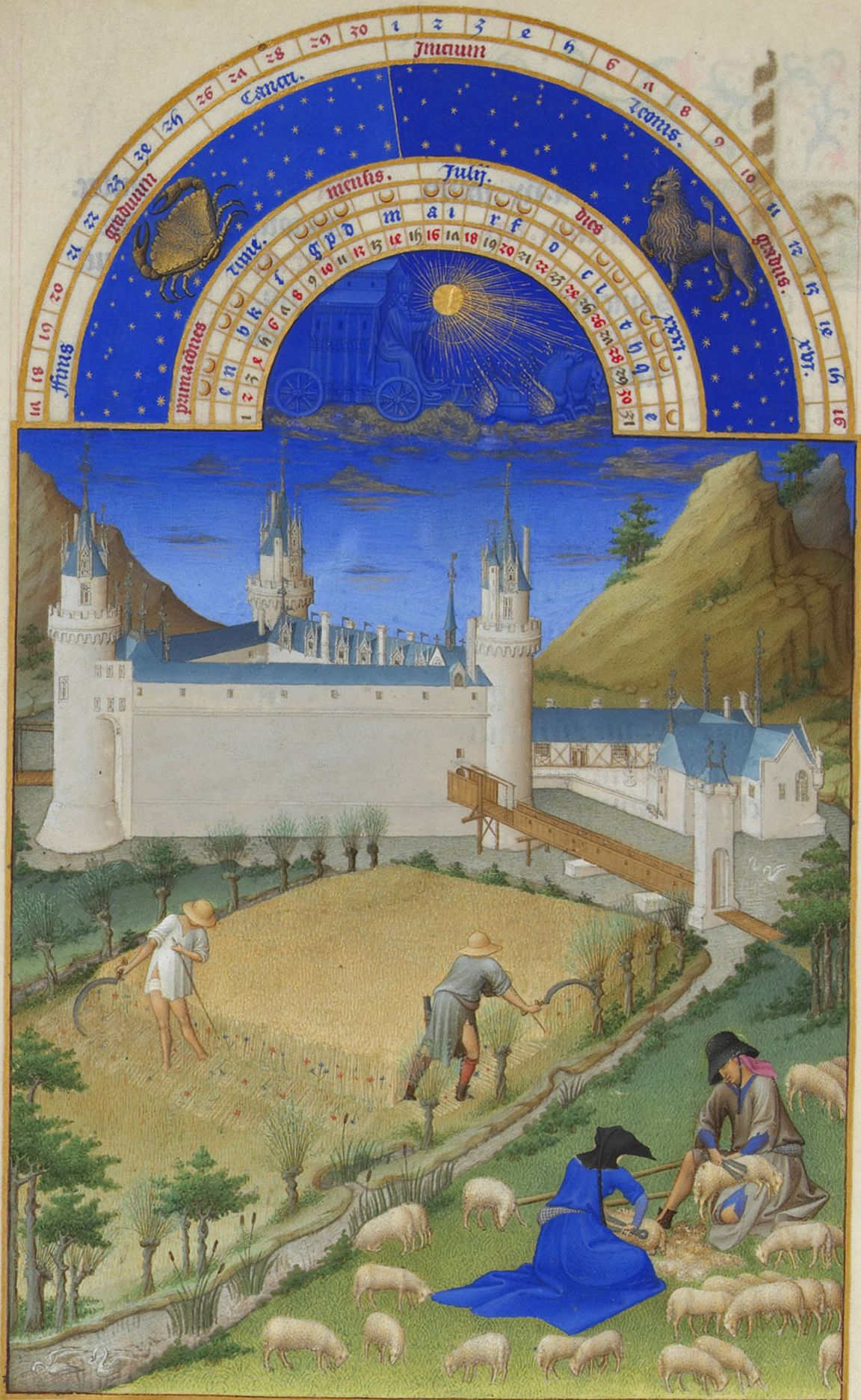
Afbeelding bij juli in Les Très Riches Heures du duc de Berry (± 1410)

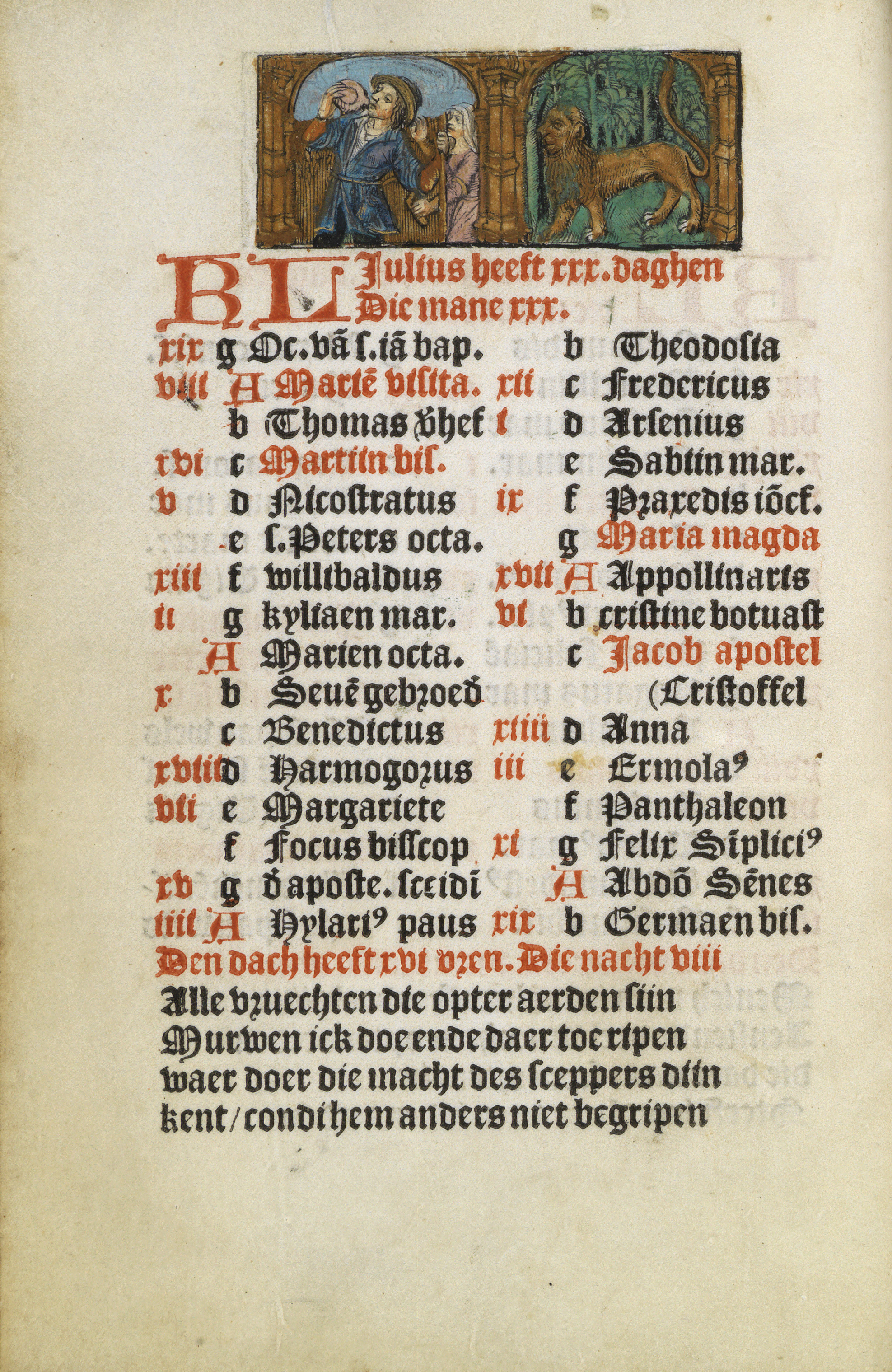
Juli in het Getijdenboek Wolfgang Hopyl

Juli, ook wel de hooimaand genoemd, is de zevende maand van het jaar in de gregoriaanse kalender en heeft 31 dagen. De maand is vernoemd naar de Romeinse dictator Gaius Julius Caesar.
1 juli hoort nog bij de eerste helft van het jaar. Een "gewoon" jaar van 365 dagen is precies half voorbij op 2 juli om 12 uur 's middags. Een schrikkeljaar is vanwege de extra dag in februari iets eerder half voorbij, om middernacht van 1 op 2 juli.

## Naam
De oorspronkelijke Romeinse naam van de maand was Quintilis, wat 'de 5e maand' betekent; volgens de Romeinse kalender was maart de eerste maand van het jaar, en juli dus de vijfde. Later is de maand naar Julius Caesar vernoemd.
De maand juli wordt, in de spreektaal, soms "julij" genoemd (om duidelijker onderscheid te maken met "juni").

## Gebeurtenissen
- 1 juli - Canada Day, de nationale feestdag
- 1 juli - Keti Koti
- 4 juli - Independence Day in de VS
- 5 juli - Onafhankelijksdag in Cabo Verde
- 11 juli - Feestdag van de Vlaamse Gemeenschap
- 14 juli - Franse nationale feestdag
- 21 juli - Belgische nationale feestdag

## Meteorologie
Op het noordelijk halfrond is juli de tweede maand van de meteorologische zomer, en gemiddeld ook de warmste maand van het jaar. In een landklimaat is de gemiddelde temperatuur in juli vaak aanmerkelijk hoger dan in de buurt van de oceanen. De tweede helft van de maand juli behoort tot de hondsdagen, de gemiddeld warmste periode van het jaar.
Op het zuidelijk halfrond is juli de tweede maand van de meteorologische winter, en over het algemeen de koudste.

### Weerspreuken
Bij deze maand horen onder meer  de volgende weerspreuken, die zijn ingegeven doordat aan de kuststreek van Nederland vroeger vrij algemeen werd geloofd dat de zee de onweersbuien vóór Sint-Jan (24 juni) aannam en daarna niet meer.
Vóór Sint-Jan neemt de zee de buien an.
Brengt juli het gloed, zo gedijt september goed.
De wakkere hooimaand geeft de zeisen,
de maaier in de hand met vlijt,
daar lege schuren hooi vereisen,
om het vee te voeden in wintertijd.

## Sterrenbeeld
De sterrenbeelden voor de maand juli zijn Kreeft en Leeuw.

## Afbeeldingen

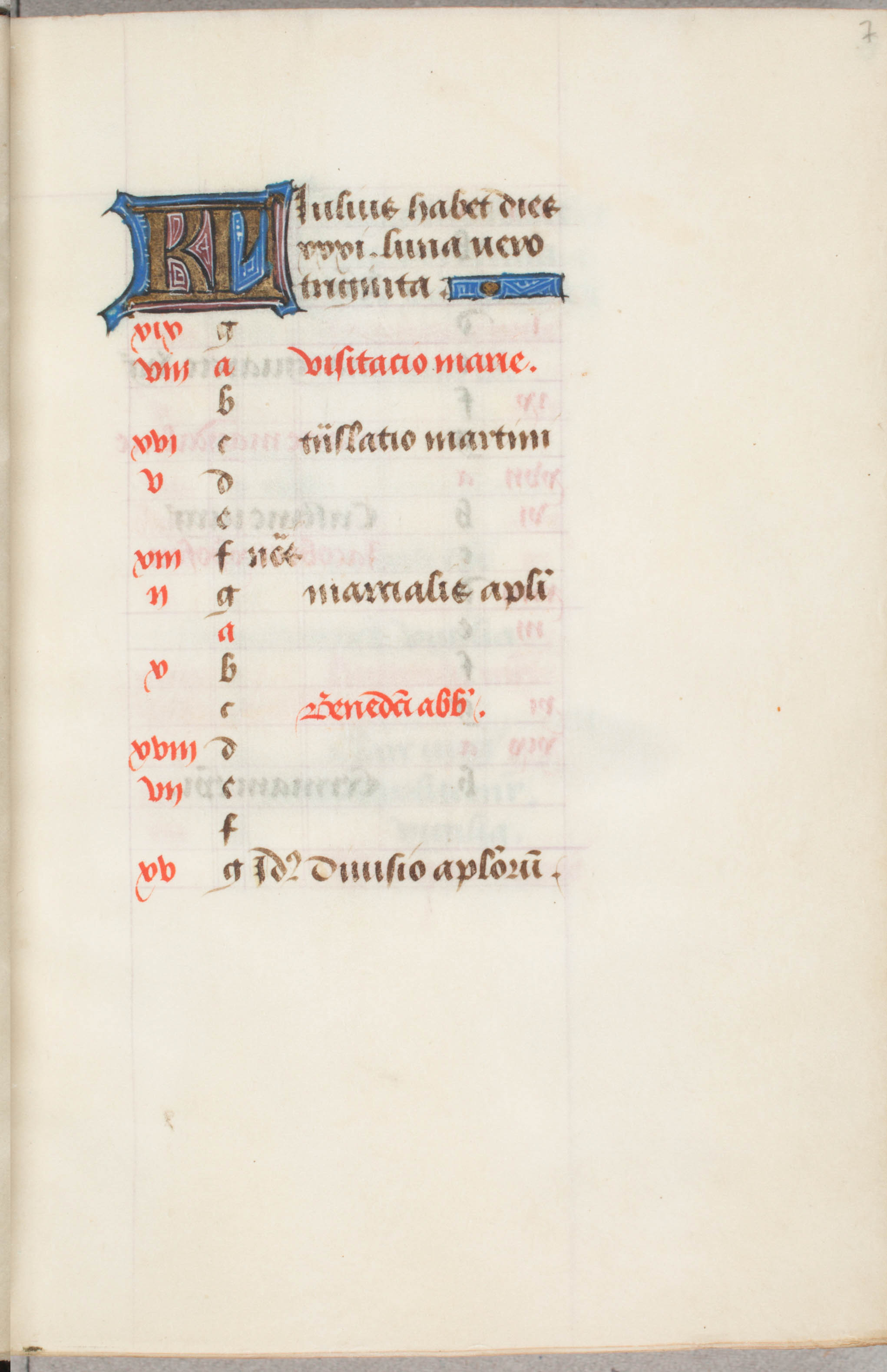
Juli in het Trivulzio-getijdenboek
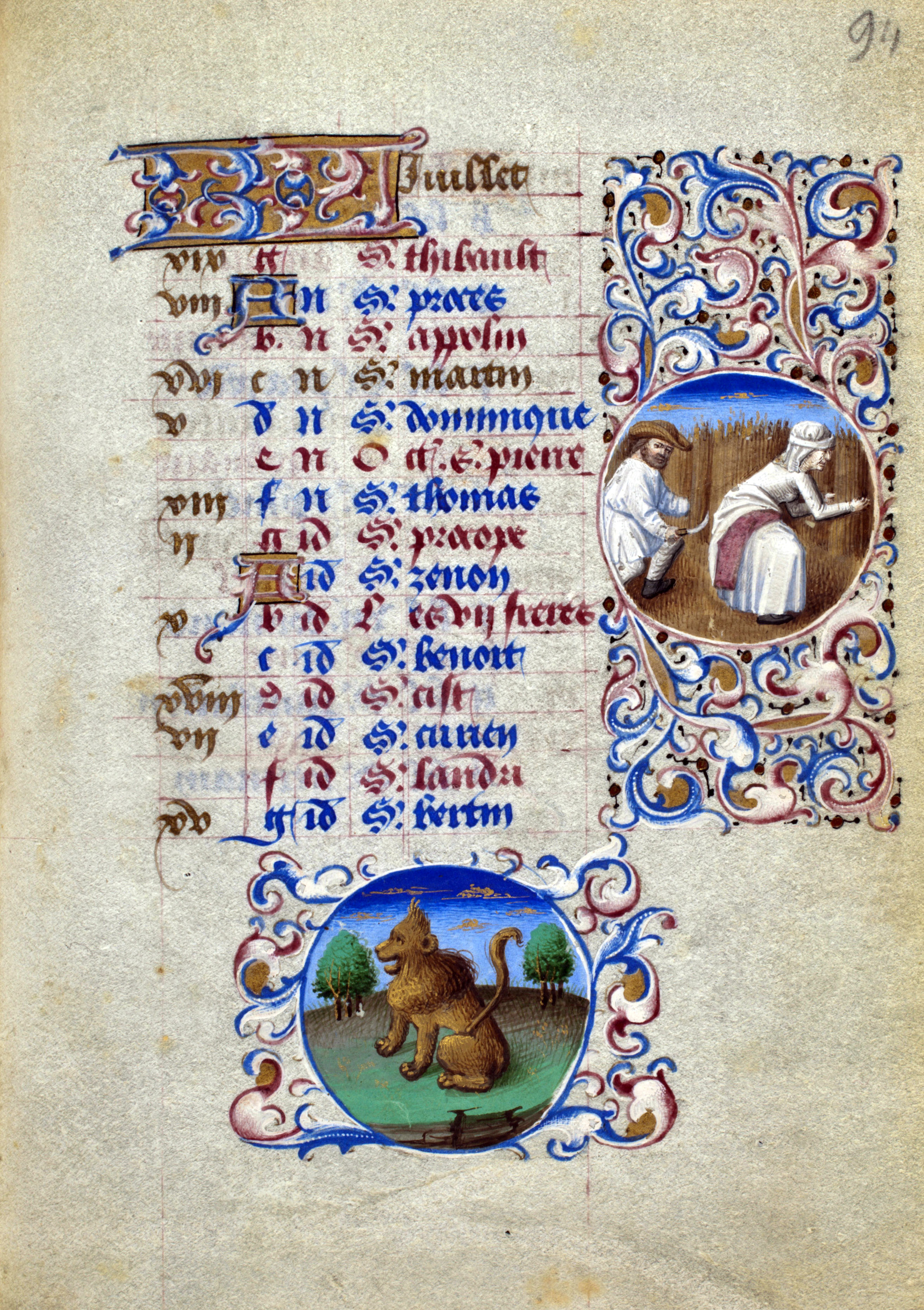
Juli in het getijdenboek van Simon de Varie
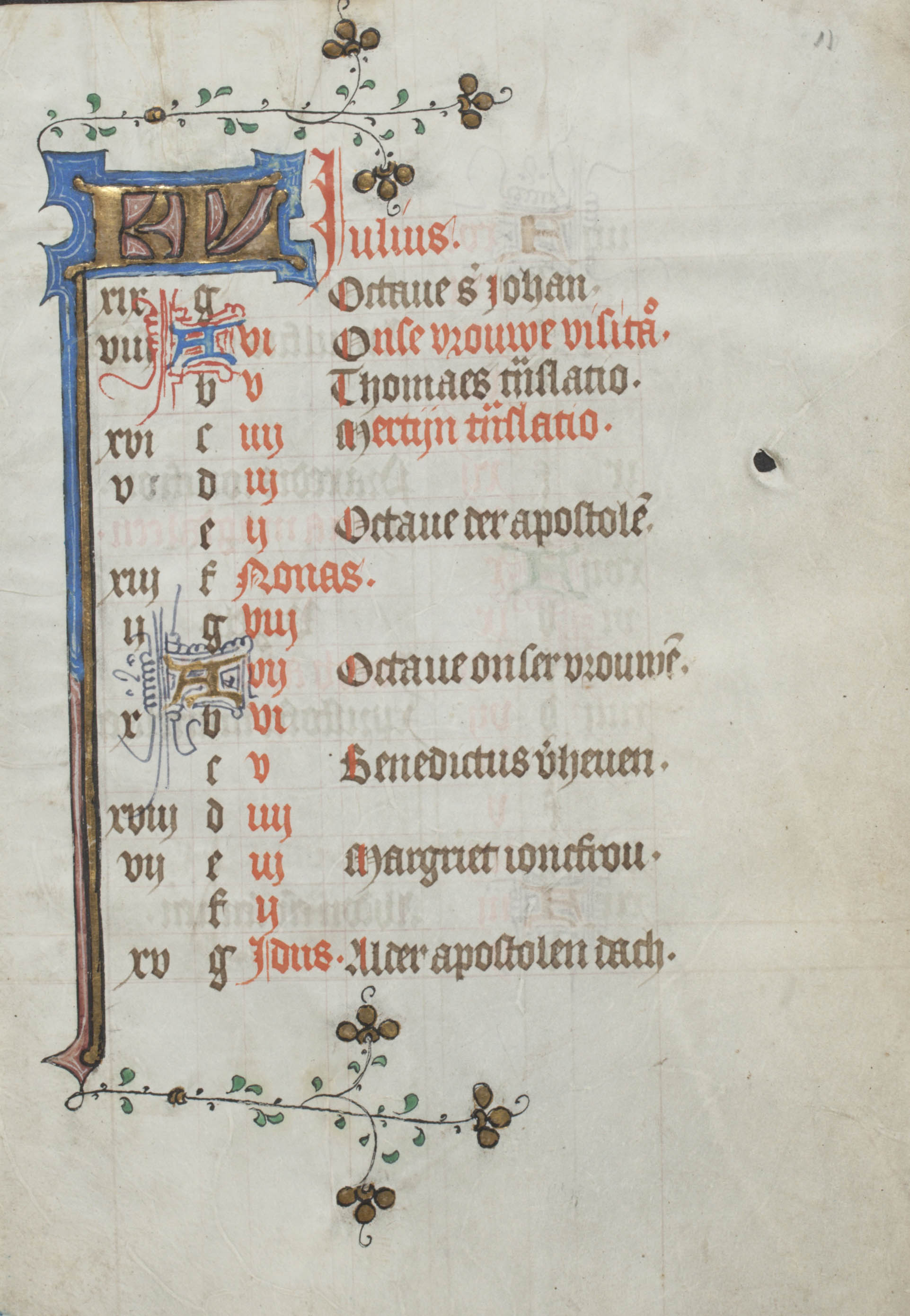
Juli in het getijdenboek van de Meesters van Zweder van Culemborg
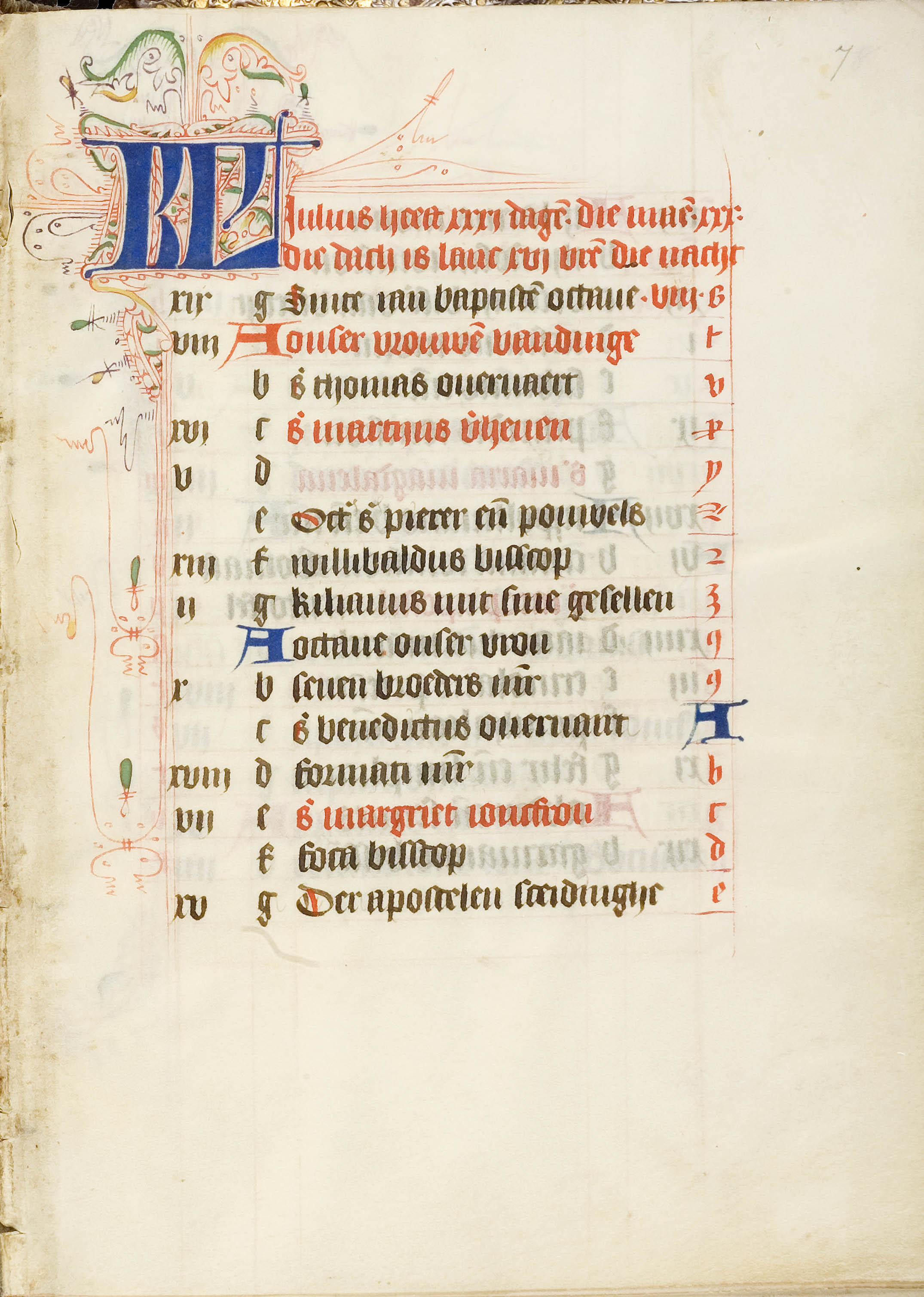
Juli in het Bout Psalter-getijdenboek
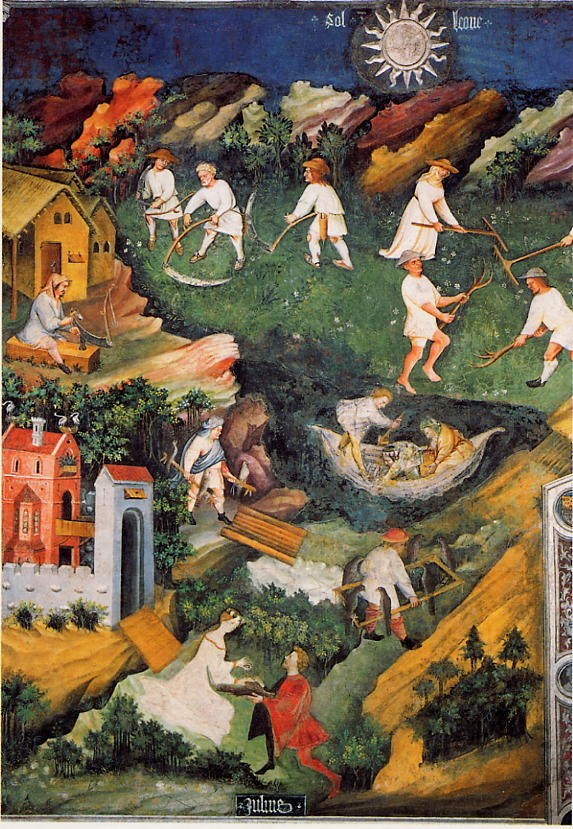
Juli, fresco in de Torre Aquila in Trente
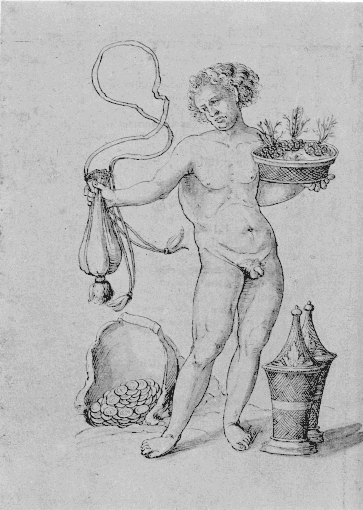
De maand juli, uit de Chronograaf van 354 van de Romeinse kalligraaf Filocalus

januari · februari · maart · april · mei · juni · juli · augustus · september · oktober · november · december